# Travanca e Santa Cruz
Travanca e Santa Cruz (llamada oficialmente União das Freguesias de Travanca e Santa Cruz) es una freguesia portuguesa del municipio de Vinhais, distrito de Braganza.

## Historia
Fue creada el 28 de enero de 2013 en aplicación de una resolución de la Asamblea de la República de Portugal promulgada el 16 de enero de 2013 con la unión de las freguesias de Santa Cruz y Travanca, pasando su sede a estar situada en la antigua freguesia de Travanca.

## Demografía
| Gráfica de evolución demográfica de Travanca e Santa Cruz entre 2011 y 2021 |
|                                                                             |
| Datos según el nomenclátor publicado por el INE portugués.                  |